# Clausicella setigera
Clausicella setigera là một loài ruồi trong họ Tachinidae.